# Wow (canção de Kylie Minogue)
"Wow" é uma canção gravada pela cantora australiana Kylie Minogue para seu décimo álbum de estúdio X (2007). Ela foi escrita por Minogue em colaboração com Karen Poole e Greg Kurstin, enquanto o último também a produziu. Gravada em meados de 2007 em Ibiza a pedido da artista, "Wow" foi lançada em 17 de fevereiro de 2008 através da gravadora Parlophone como o segundo single do álbum no Reino Unido e Austrália, enquanto serviu como o terceiro single na maior parte do continente europeu. A música também foi incluída nos álbuns de grandes êxitos de Minogue, Hits (2011), The Best of Kylie Minogue (2012) e Step Back in Time: The Definitive Collection (2019).
Musicalmente, "Wow" é uma canção de música pop que tem influências de disco music e uso de sintetizadores, cuja produção foi comparada à sonoridade de singles da cantora Madonna, principalmente "Holiday". Liricamente, a canção trata basicamente sobre sexo e dança, com Minogue repetindo o título da faixa no refrão. "Wow" foi geralmente bem recebida por críticos musicais, que a selecionaram como um dos destaques do álbum X. Comercialmente, a música teve um desempenho polarizado em termos mundiais, alcançando apenas o top cinquenta em países como Alemanha, Romênia e Suíça, enquanto atingiu o quinto lugar no Reino Unido, onde recebeu uma certificação de prata pela British Phonographic Industry (BPI).
O videoclipe acompanhante para "Wow" foi dirigido por Melina Matsoukas e filmado em Los Angeles, Califórnia, juntamente com o vídeo de "In My Arms" no início de janeiro de 2008. A obra apresenta Minogue dançando em uma boate futurista cercada por dançarinos em roupas de modelagem justas, vestidos como robôs. Devido ao uso de forte iluminação estroboscópica, o vídeo teve de ser reeditado antes de sua estreia na rede de televisão britânica Channel 4. Como forma de promover o single, a artista cantou a faixa em algumas ocasiões, como na final do programa The X Factor e no Brit Awards de 2008. A música foi incluída no repertório da turnê KylieX2008, que promoveu o álbum X, e vem sido cantada pela artista em várias de suas turnês posteriores.

## Antecedentes

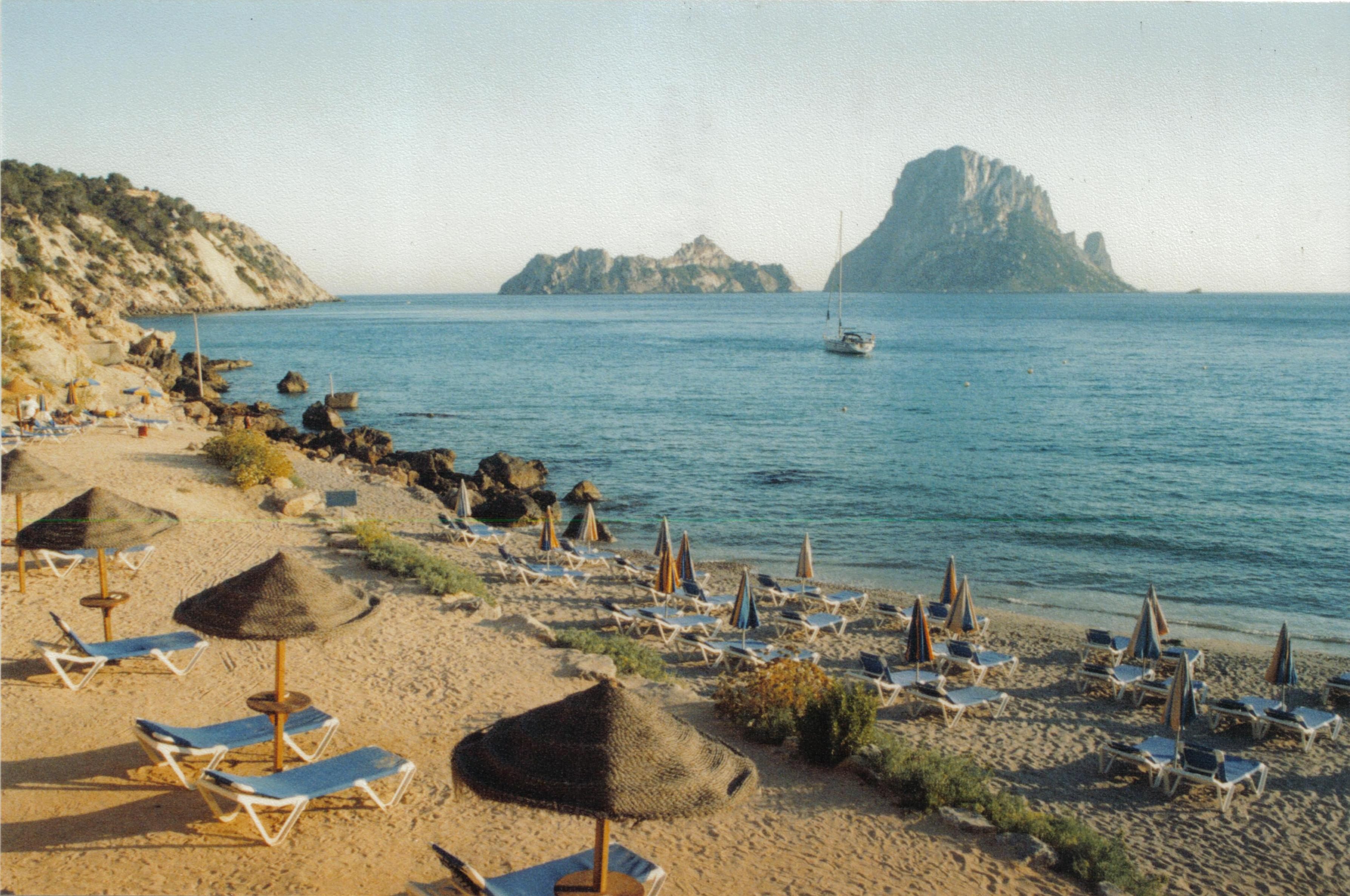
Ibiza (foto), local onde a música foi gravada

Depois de recuperar-se de um câncer de mama e percorrer a Austrália e o Reino Unido com a turnê Showgirl: The Homecoming Tour entre o fim de 2006 e início de 2007, Minogue lançou seu décimo álbum de estúdio, intitulado X, em novembro de 2007. O álbum recebeu críticas mistas por jornalistas da mídia especializada, com alguns deles acreditando que este era um retorno bem-vindo da cantora à música, enquanto outros notaram uma inconsistência na produção. X alcançou o quarto lugar na parada de álbuns do Reino Unido, enquanto liderou a tabela no país natal da cantora, a Austrália. "2 Hearts" foi lançada como carro chefe do disco, alcançando o quarto lugar no Reino Unido e liderando as paradas na Austrália, bem como o álbum. "Wow" foi lançada como o segundo single do trabalho em 17 de fevereiro de 2008 no Reino Unido e Austrália, enquanto "In My Arms" era liberada como segundo single no restante da Europa. A faixa teve seu lançamento posteriormente em países da Europa como o terceiro single do disco. A canção foi escrita e gravada em agosto de 2007 em Ibiza, pois a cantora sentiu que produção do disco precisava de "um certo sabor" que os outros locais onde ele foi gravado não lhe proporcionavam; "Wow" foi feita no último dia da permanência da cantora no lugar. Minogue descreveu a faixa como "tão energética quanto eu me sinto em alguns dias".

## Composição
|                                                    | "Wow" Demonstração de 26 segundos de "Wow", cuja musicalidade foi comparada por vários críticos com "Holiday", de Madonna. |
| Problemas para escutar este arquivo? Veja a ajuda. | |

Musicalmente, "Wow" é uma canção de música pop que contém influências de disco music e uso de sintetizadores. De acordo com a partitura publicada no website Musicnotes.com pela EMI Music Publishing, "Wow" é definida em tempo comum e está escrita na chave de ré maior. Os vocais de Minogue variam desde a nota fá sustenido3 até a nota mi5. A música tem um andamento acelerado de 124 batidas por minuto. A faixa abre com um som de teclado house, parecendo com os "seus sucessos de vinte anos atrás" segundo Jody Rosen da Rolling Stone; Alexis Petridis do The Guardian concordou, dizendo que as notas do teclado lembravam os singles lançados pela cantora na era Stock Aitken Waterman. Para Michael Hubbard da MusicOMH, a letra de "Wow" é basicamente sobre sexo e dança, com Minogue cantando: "Você é uma pressa, a pressa não tem fim, agora", enquanto canta o título da música "Wow-Wooow-Woooow-Wooooow" sobre o "som de um baixo distorcido e protuberante", de acordo com Doug Rule da Metro Weekly. Vários revisores compararam a canção com os trabalhos antigos de Madonna, principalmente "Holiday" (1983); Joan Anderman do The Boston Globe chamou a música de "'Holiday' com esteroides de estúdio".

## Análise da crítica

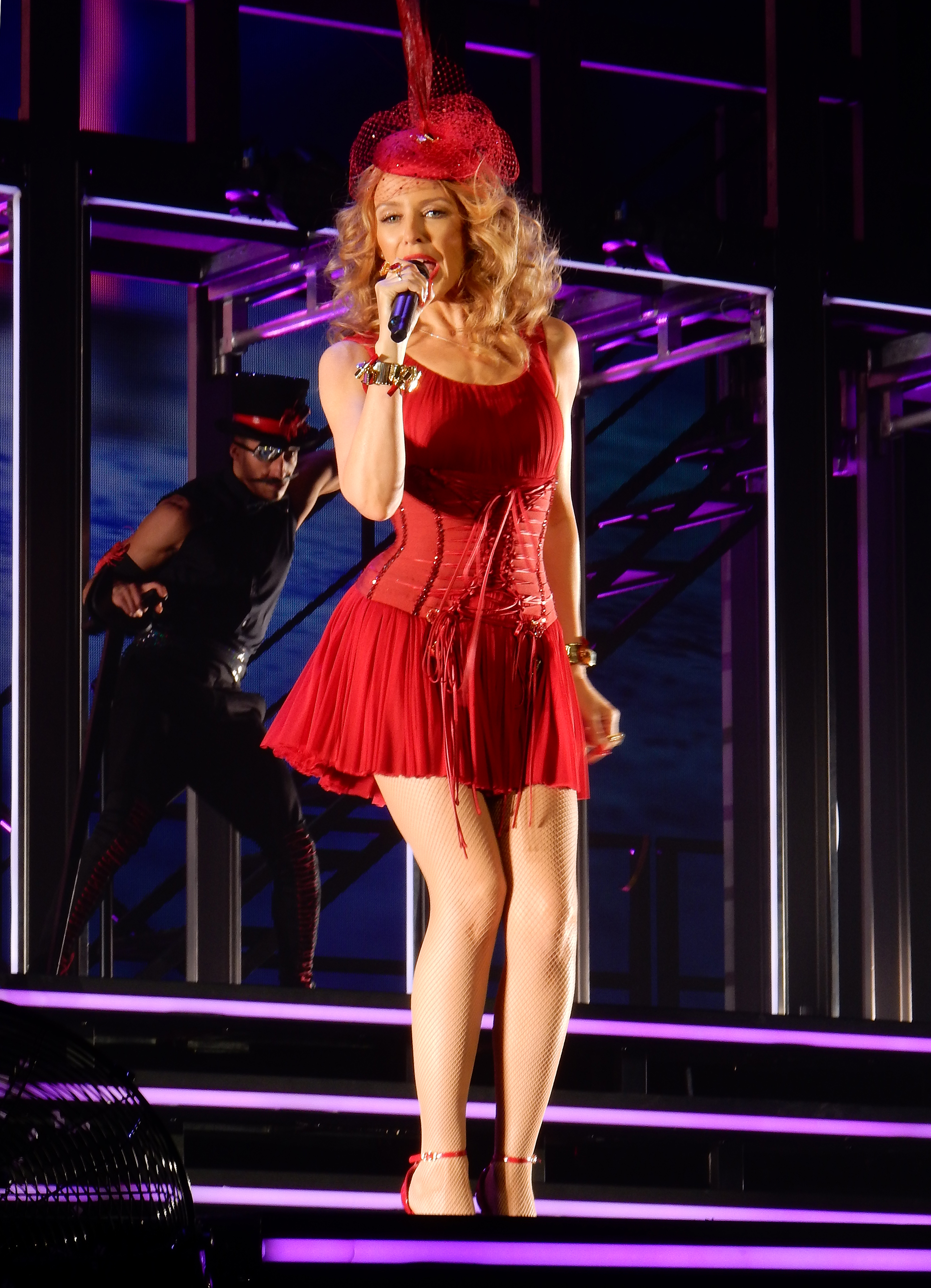
Minogue apresentando "Wow" na Kiss Me Once Tour (2014-15)

"Wow" recebeu críticas geralmente positivas dos revisores musicais. Barry Walters da revista Spin comentou que a canção "faz jus ao título com doses de adrenalina eletrônica ao estilo de Daft Punk", enquanto segundo o website entertainment.ie, "a vibração dance-carnavalesca da brilhante Wow funciona com ótimo efeito". Fraser McAlpine do BBC Chart Blog disse que a faixa era uma das melhores de X e viu-a como uma herdeira musical para o single anterior de Minogue, "Spinning Around" (2000). Em uma crítica positiva, Evan Sawdey da PopMatters comentou que "Wow" era "repleta com uma melodia enérgica, construída em torno de uma melodia de piano simples e viciante que logo é lançada na estratosfera pop. É uma ótima faixa dessa forma, mas quando o refrão chega e o murmuro de Kylie "Wowowow!" é empurrado através de um pedal wah-wah (não, sério), você pode praticamente ouvir o som de todos os outros singles pop que estão próximos evaporando em um único instante".
O website My Kinda Place classificou a canção na seleção de músicas "muito boas" e "de matar" do álbum. De acordo com Dave Hughes da Slant Magazine, "Wow" poderia ser vista como um "ótimo resumo dos aspectos comercialmente bem-sucedidos da carreira de Minogue até o momento - uma faixa disco juvenil hiperativa cheia de diversão", sendo "algo totalmente descartável que ela vende sem ter vergonha. É também o destaque do disco, o que é adequado, pois tem mais DNA em comum com 'The Loco-Motion' do que os humanos têm com os chimpanzés". Similarmente, Tom Ewing da Pitchfork viu que a "sensualidade eletro animada" da faixa poderia parecer artificial, mas sua "empolgação é contagiante de qualquer maneira: é ótimo ouvir Minogue se divertindo tanto quanto em 'The Loco-Motion' 20 anos atrás". Jax Spike, do About.com, considerou que "Wow" era uma das faixas sublimes do álbum "que fluem uniformemente do começo ao fim e são definitivamente ótimas músicas para passar o tempo no seu beco de skate favorito".
Helen Brown do The Daily Telegraph sentiu que a música tinha uma "pressa sem fôlego". Segundo Pete Paphides do The Times, "Wow" era uma das "confecções utilizáveis" de X. A faixa foi considerada "previsível em notoriamente, mas habilmente, entregar capacidades de preencher a pista de dança" por Huw Jones do website Gigwise. Peter Robinson do The Observer considerou a música "animada, mas frágil", juntamente com "Sensitized". Alex Fletcher do Digital Spy não ficou impressionado com a canção, dizendo que ela não tinha "o fator 'oomph' para nos fazer se apaixonar por [Kylie] como no passado", visualizando-a como "Kylie com uma hot pants brilhante e um top brilhante, mas uma hot pants brilhante e um top brilhante que já a vimos vestindo várias vezes antes". Em uma crítica mais negativa, Charles Hutchinson do jornal The York Press disse que frustrantemente, "Wow" era uma das faixas que "falham em ligar o interruptor, sendo meramente digital em vez de vital, sem alegria intensificada ou percepção da segunda chance da santa Kylie".

### Reconhecimento
Em 2020, a revista Attitude elegeu a obra como o terceiro melhor single de Minogue, com um editor dizendo que "esta é a música que deveria ter iniciado a campanha de X de 2007. A equipe de Kylie provavelmente pode ver o erro de seus caminhos agora, já que 'Wow' soa tão incrível em 2017 quanto no dia em que a ouvimos pela primeira vez". Listando as 50 melhores canções da cantora para o Herald Sun, o jornalista Cameron Adams posicionou a faixa no número onze em sua lista, dizendo que ela parece alguém "sacudindo uma garrafa de refrigerante por três minutos até que tudo fique cada vez mais agitado e você esteja sem fôlego quando finalmente explodir. Um barulho alegre". Helen Brown do The Daily Telegraph listou as 20 melhores canções de Minogue e posicionou "Wow" na décima sexta posição, chamando-a de um "deleite disco, da vivacidade do baixo ao refrão gaguejado de lantejoulas". Alexis Petridis, escritor do The Guardian, colocou-a na vigésima sétima posição em sua lista de 30 maiores singles da cantora, frisando que "o maior ponto de venda é seu refrão. Não é grande coisa [...] mas se aloja instantaneamente na sua cabeça". Josh Martin da MTV Austrália a posicionou na mesma posição em sua lista, dizendo que era "uma joia kitsch feita para ser cativante e nada mais". Louis Virtel do NewNowNext listou as cinquenta melhores músicas da artista e posicionou a obra na trigésima-quarta posição, escrevendo: "Esta música se perde em um espirógrafo de cor e luxúria, e estamos convulsionando alegremente com a batida".

## Videoclipe
O videoclipe acompanhante para "Wow" foi dirigido por Melina Matsoukas e filmado em Los Angeles, Califórnia, juntamente com o vídeo de "In My Arms" no início de janeiro de 2008. O website do blogueiro Perez Hilton sediou a estreia mundial do vídeo musical em 29 de janeiro de 2008. Ele havia sido programado para estrear na emissora Channel 4 no Reino Unido em 30 de janeiro de 2008, mas sua estreia foi adiada, pois a Ofcom, agência reguladora de comunicações britânica, considerou-o inadequado para ser exibido pois ele não havia seguido as orientações de espectador, devido ao uso de iluminação estroboscópica. O vídeo foi reeditado e transmitido no canal E4 na semana seguinte. A obra apresenta Minogue dançado em uma boate futurista cercada por dançarinos em roupas de modelagem justas, vestidos como robôs. Ele também mostra cenas de pessoas usando capuzes brancos, enquanto a cantora está em um pole dance fluorescente. Cenas de Minogue e seus dançarinos dançando em frente de um fundo iluminado são intercaladas ao longo do vídeo.

## Apresentações ao vivo

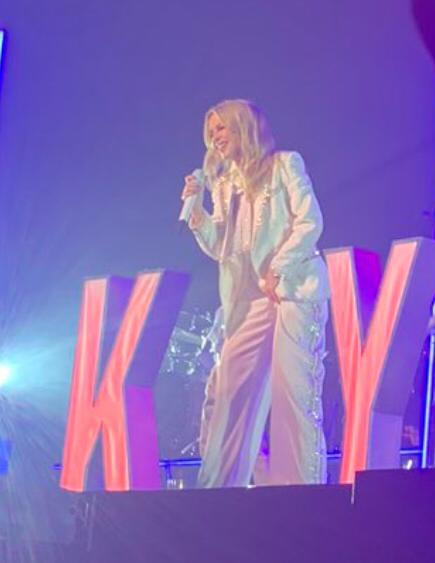
Minogue apresentando "Wow" durante seu show em São Paulo durante a turnê Summer 2019

"Wow" foi apresentada pela primeira vez no especial The Kylie Show transmitido em 10 de novembro de 2007 no canal britânico ITV. Em 15 de dezembro, a canção foi interpretada pela artista na final do programa britânico The X Factor. Minogue também apresentou "Wow" no Brit Awards de 2008 em 20 de fevereiro de 2008, usando um vestido dourado e acompanhada por bailarinos. A música foi cantada durante a turnê KylieX2008 em promoção ao álbum, com a cantora e seus dançarinos usando figurinos de futebol americano. No final da apresentação, os bailarinos formaram o nome da canção com as letras em suas roupas. Uma seção de metais com três membros também foi usada na performance. Durante a excursão For You, for Me em 2009, a primeira de Minogue na América do Norte, "Wow" foi apresentada com os dançarinos usando figurinos de jogadores de futebol americano cravejados de lantejoulas. Em outubro de 2010, enquanto divulgava seu décimo primeiro álbum de estúdio Aphrodite, Minogue apresentou-se no festival EXA, no México, onde cantou um medley que incluía "Wow".
Na Aphrodite: Les Folies Tour de 2011, Minogue cantou a música enquanto dançarinos vestidos de centuriões romanos seguravam escudos. Em 2012, a cantora executou "Wow" na parada LGBT Sydney Gay and Lesbian Mardi Gras de Sydney, Austrália, em 3 de março, no festival Proms in the Park ocorrido em Londres em 8 de setembro, em promoção ao álbum orquestral The Abbey Road Sessions, e em um show no Grande Prêmio de Abu Dhabi de Fórmula 1 de 2012, em 2 de novembro. Em 2014, enquanto promovia o álbum Kiss Me Once, Minogue cantou "Wow" em um show para a iHeartRadio em 26 de abril, e no BBC Maida Vale Studios em 15 de maio. A música foi novamente incluída na Kiss Me Once Tour, que ocorreu entre 2014 e 2015, e também foi interpretada na turnê de verão Summer 2015, com a artista vestindo um macacão vermelho e preto. Ela também fez uma performance da canção em um show para o aniversário de oitenta anos da marca de cosméticos Lancôme em 7 de julho do mesmo ano.
Durante sua série de concertos de Natal intitulado A Kylie Christmas no Royal Albert Hall em 2015, Minogue interpretou "Wow" novamente. Em 2016, a canção foi incluída no repertório de shows realizados por Minogue em um evento da Qatar Airways em Sydney, em 3 de março, e no Grande Prêmio de Singapura durante o Campeonato Mundial de Fórmula 1 de 2016 em 16 de setembro. Enquanto divulgava seu décimo quarto álbum de estúdio Golden em 2018, a artista cantou a faixa em alguns concertos da turnê promocional Kylie Presents Golden. No mesmo ano, ela interpretou a faixa em um evento beneficente da amfAR, a Fundação para a Pesquisa da AIDS, em Hong Kong, em 25 de março, e no festival White Party Palm Springs, em 29 de abril. "Wow" foi incluída no repertório da Golden Tour, ocorrida entre 2018 e 2019, enquanto Minogue a cantava vestindo jeans de cintura alta e um top dourado. Críticos concordaram que o arranjo country da música para a turnê faltava "energia". Minogue cantou a canção durante os shows em Dubai em 7 de dezembro de 2019, e em São Paulo em 7 de março de 2020, ambos como parte da turnê Summer 2019.

## Lista de faixas
| CD single 1. "Wow" — 3:10 | Extended play (EP) 1. "Wow" — 3:09 2. "Do It Again" — 3:21 3. "Carried Away" — 3:14 4. "Cherry Bomb" — 4:15 |

## Créditos
Créditos adaptados do encarte de X.
- Kylie Minogue — vocais principais
- Greg Kurstin — produção, instrumentação, mixagem
- Karen Poole — vocais de apoio, produção vocal
- Eddie Miller — engenharia adicional
- Geoff Pesche — masterização

## Desempenho nas tabelas musicais
No Reino Unido, "Wow" estreou no número 32 da UK Singles Chart em 23 de dezembro de 2007, com base apenas em downloads digitais. Após Minogue ter feito uma performance da faixa no Brit Awards, ela deu um salto para o número cinco em sua décima semana na tabela. Na parada UK Download Chart, a música estreou na posição de número 25 em 23 de dezembro de 2007, alcançando seu pico de número seis em 2 de março de 2008. A faixa também veio a alcançar o topo da Upfront Club Chart. "Wow" recebeu um certificado de prata pela British Phonographic Industry (BPI) pela distribuição de 200.000 cópias na região. Em maio de 2018, a Official Charts Company divulgou os quarenta singles da cantora que mais venderam no Reino Unido, com "Wow" ficando na décima sexta posição.
No restante da Europa, a canção teve um desempenho comercial polarizado. Na Alemanha, a faixa alcançou a posição de número 41, enquanto na Áustria teve como melhor colocação a de número 73, permanecendo apenas por duas semanas na tabela nacional de singles. Em outros lugares na Europa, "Wow" atingiu os dez primeiros lugares na parada de singles da Irlanda, e os vinte primeiros na Eslováquia, França e Hungria. Na Austrália, país natal de Minogue, a canção alcançou seu pico de número 11 logo em sua estreia em 2 de março de 2008, permanecendo por oito semanas na tabela nacional de singles. Nos Estados Unidos, alcançou o décimo nono lugar na tabela Dance/Mix Show Airplay, permanecendo por três semanas na tabela. Na parada Global Dance Tracks, compilada pela revista Billboard, "Wow" atingiu a posição de número 21 em 5 de abril de 2008.
| Tabela musical (2007-08)                     | Melhor posição |
| -------------------------------------------- | -------------- |
| Alemanha (Offizielle Deutsche Charts)        | 41             |
| Austrália (ARIA)                             | 11             |
| Áustria (Ö3 Austria Top 75)                  | 7              |
| Bélgica (Ultratop 50 de Flandres)            | 37             |
| Bélgica (Ultratip Bubbling Under da Valônia) | 2              |
| Dinamarca (Tracklisten Airplay)              | 20             |
| Escócia (Scottish Singles Chart)             | 2              |
| Eslováquia (Rádio Top 100)                   | 19             |
| Estados Unidos (Dance/Mix Show Airplay)      | 19             |
| Finlândia (Suomen virallinen lista)          | 29             |
| França (SNEP)                                | 15             |
| Global Dance Tracks (Billboard)              | 21             |
| Hungria (Rádiós Top 40)                      | 19             |
| Irlanda (IRMA)                               | 10             |
| Países Baixos (Dutch Top 40)                 | 15             |
| Países Baixos (Single Top 100)               | 36             |
| Reino Unido (UK Singles Chart)               | 5              |
| Reino Unido (UK Download Chart)              | 6              |
| Romênia (Romanian Top 100)                   | 42             |
| Suécia (Sverigetopplistan)                   | 32             |
| Suíça (Schweizer Hitparade)                  | 51             |

| Tabela musical (2008)                 | Posição |
| ------------------------------------- | ------- |
| Hungria (Rádiós Top 40)               | 72      |
| Reino Unido (Official Charts Company) | 64      |

## Certificações
| Região                                         | Certificação | Vendas   |
| ---------------------------------------------- | ------------ | -------- |
| Reino Unido (BPI)                              | Prata        | 200 000^ |
| ^distribuições baseadas apenas na certificação |              |          |